# Isla del Medio (Bahía 9 de Julio)
La isla del Medio (en inglés: Middle Island) forma parte del grupo de la isla Montículo (ubicada al norte) en las islas Malvinas. Está cerca de la isla Gran Malvina, al oeste, cerca de la desembocadura del río Chartres en la bahía 9 de Julio. Se encuentra cerca de la punta Brown.
La isla tiene una superficie de 155 hectáreas y su máxima altitud es de 120 m s. n. m. Se cree que fue utilizado para el pastoreo durante un corto tiempo antes de 1930, pero no se ha sido pastoreado desde entonces y está libre de depredadores. Hoy en día forma parte de una reserva natural.